# 털룰라 뱅크헤드

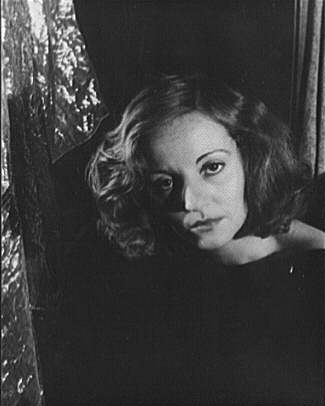
1934년, 칼 반 베흐텐이 촬영한 털룰라 뱅크헤드

털룰라 뱅크헤드(영어: Tallulah Bankhead, 1902년 1월 31일 ~ 1968년 12월 12일)는 미국의 배우이다.

## 참여 작품
- 구명보트 (영화)
- 배트맨 (드라마)

## 연극
- 욕망이라는 이름의 전차